# Cazziol
Cazziol, Cazziuol o Cazziola (in croato Kopište) è una piccola isola disabitata della Croazia nel mare Adriatico, che fa parte dell'arcipelago di Lagosta. Si trova ad ovest di Lagosta. Amministrativamente appartiene al comune della città di Lagosta, nella regione raguseo-narentana.

## Geografia
Cazziol ha una costa frastagliata con molte punte e insenature. La val Cazziol, Copiste o Rosalivizza (uvala Presma) che si apre a nord è l'insenatura maggiore. L'isola è lunga circa 1,9 km, ha una superficie di 0,739 km² e uno sviluppo costiero di 7,72 km; il punto più alto è di 92,8 m s.l.m.. Si trova 7 km ad ovest di Lagosta, da cui è divisa dal canale di Cazziol (kanal Žaplja), e 12 km ad est di Cazza.

### Isole adiacenti
- Luccovac[9][11], Lucovaz di Cazziuol[5] o Copist[6][7] (Pod Kopište), piccolo isolotto di forma allungata (340 m circa di lunghezza), alto 25 m[2]; ha un'area di 0,036 km²[1], la costa lunga 0,81 km[1]; è situato 400 m circa a nord di Cazziol 42°45′50″N 16°43′28″E.
- Nero[9], Cernaz[5] o Zernaz[6][7] (Crnac), scoglio roccioso (230 m circa di lunghezza), situato 950 m circa a est di Cazziol; ha un'area di 6160 m²[8] e la costa lunga 511 m[8]42°45′18″N 16°44′44″E.
- Bianco[9] o Bielaz[5][6][7] (Bijelac), scoglio roccioso (140 m circa di lunghezza), situato 2,5 km circa ad ovest di Cazziol; ha un'area di 5530 m²[8] e la costa lunga 328 m[8]42°45′31″N 16°40′44″E.

### Cartografia
- (HR) Mappa topografica della Croazia 1:25000, su preglednik.arkod.hr. URL consultato il 13 gennaio 2017.
- G. Giani, Carta prospettiva delle Comuni censuarie della Dalmazia, foglio 11, 1839. Fondo Miscellanea cartografica catastale, Archivio di Stato di Trieste.
- Carta di cabottaggio del mare Adriatico, foglio XI, Milano, Istituto geografico militare, 1822-1824. URL consultato il 16 febbraio 2017 (archiviato dall'url originale il 13 aprile 2013).